# Prepuštovec (Budinščina)
 Prepuštovec  falu Horvátországban Krapina-Zagorje megyében. Közigazgatásilag Budinščinához tartozik.

## Fekvése
Krapinától 25 km-re délkeletre, községközpontjától 3 km-re délnyugatra a Horvát Zagorje területén fekszik.

## Története
A településnek 1857-ben 63, 1910-ben 147 lakosa volt. Trianonig Varasd vármegye Zlatari járásához tartozott.
2001-ben 82 lakosa volt.

## Külső hivatkozások
Budinščina község hivatalos oldala